# Sonnewalde
Sonnewalde (baix sòrab Groźišćo) és un municipi alemany que pertany a l'estat de Brandenburg. Es troba a 8 km al nord-oest de Finsterwalde.

## Comunitats
| - Birkwalde - Breitenau - Brenitz - Dabern - Friedersdorf - Goßmar - Großbahren - Großkrausnik - Kleinbahren | - Kleinkrausnik - Möllendorf - Münchhausen-Ossak - Pahlsdorf - Pießig - Schönewalde - Sonnewalde - Zeckerin |